# مادری (فیلم ۱۹۱۷)
«مادری» (انگلیسی: Motherhood (1917 film)) یک فیلم به کارگردانی فرانک پاول است که در سال ۱۹۱۷ منتشر شد. از بازیگران آن می‌توان به مارجوری رامبئو و اگنس ایرز اشاره کرد.